# AGCO Corporation
AGCO is een multinationale fabrikant van tractoren en landbouwmachines, wereldwijd een van de grote spelers op de markt. Het hoofdkantoor bevindt zich in Duluth (Georgia).

## Geschiedenis
AGCO in 1990 ontstaan. Drie managers van Deutz-Allis, kochten de Amerikaanse activiteiten van de moedermaatschappij Klöckner-Humboldt-Deutz (KHD), een Duits bedrijf en eigenaar van de Deutz-Fahr. Vijf jaar eerder had KHD bedrijfsonderdelen van Allis-Chalmers gekocht met betrekking tot agrarische machines. De bedrijfsnaam was aanvankelijk Gleaner-Allis Corporation, maar dit werd gewijzigd in Allis-Gleaner Corporation ofwel afgekort AGCO.
Een reeks overnames volgde van van Amerikaanse en Europese fabrikanten, waaronder McConnell Tractors in de Verenigde Staten; Fella-Werke en Fendt uit Duitsland; Dronningborg Industries uit Denemarken, de fabrikant van de Europese Massey-Ferguson maaidorsers; en de Valtra tractor company van de Finse Krone Group.
Belangrijke concurrenten van het bedrijf van het Amerikaanse Deere & Company en Europese CNH Industrial.

## Activiteiten
AGCO biedt een complete range van tractoren, maaidorsers, hooimachinerie, sproeiers, diervoedertechnologie en grondbewerkingsmachinerie. Deze worden wereldwijd gedistribueerd door een netwerk van ongeveer 3100 dealers en distributeurs in meer dan 140 landen. In 2023 werd 60% van de omzet gerealiseerd met de verkoop van tractoren. Europa is de belangrijkste regio met een omzetaandeel van bijna 50%, gevolgd door Noord-Amerika waar een kwart van de verkopen werden behaald in 2023.

### Merken
Merknamen van AGCO zijn:
- Dieselmotoren: Sisu Diesel
- Grondbewerkingsmachines: Glencoe (eggen, cultivators, woelers) en Sunflower (eggen, cultivators, zaaimachines, dumpers/bunkers)
- Hooibouwmachines (maaiers, kneuzers, schudders en harken) en mestverspreiders: Hesston, New Idea, Fella-Werke, Lely
- Maaidorsers: Gleaner
- Meststrooiers: Willmar (meststrooier, dump/bunker vrachtwagens, kleine shovels)[2]
- Pootmachines: White Planter
- Tractoren: AGCO Tractors, Challenger, Fendt, Massey Ferguson, Valtra (Valmet)
- Voorladers: Farmhand
- Veldspuiten: LOR*AL (kleine vrachtwagens), Rogator (Zelfrijdend), Spra-Coupe (Zelfrijdend)
- Zaaimachines: Tye (diverse soorten zaaimachines, diepwoelers)
- Zelfrijders: Terra-Gator (zelfrijders met opbouw voor: spuiten, injecteren van vloeibare mest, meststrooien)

## AGCO in Nederland
In Nederland worden de AGCO-merken Fendt, Massey Ferguson en Valtra geïmporteerd door Mechan uit Achterveld. Vanuit de importeur worden de tractoren en overige landbouwmachines verspreid binnen een dealernetwerk van ruim 80 erkende dealers in alle provincies (m.u.v. Zeeland in Noord-Brabant voor Fendt).